# Labichea obtrullata
Labichea obtrullata là một loài thực vật có hoa trong họ Đậu. Loài này được J.H.Ross miêu tả khoa học đầu tiên.